# معركة تبريز (1757)
حدثت هذه المعركة بين القوات القاجارية بقيادة محمد حسن خان قاجار و القوات الافغانية بقيادة ازاد خان افغان في تبريز و هزم القاجاريين الافغان و انتهى التواجد الافغاني في تبريز

## تاريخ
بعد أن هزم آزاد خان الأفغاني الزند ، انسحبوا من أصفهان بسبب التهديد الذي شكله القاجاريون في مازندران. حاصر القاجاريون مدينة شيراز دون جدوى. و غزا آزاد خان دولة القاجار في عام 1756.
دفع آزاد خان القاجاريين إلى جرجان . وبعد ذلك هاجم محمد حسن خان قاجار القوات الأفغانية ودفعها بنجاح إلى الحدود الأصلية قبل أن يشن غزوًا على أراضي آزاد خان. هناك احتل محمد حسن خان تبريز . وبعد بضعة أشهر، استولى على جميع أراضي آزاد خان.